# William Stewart (Kartograf)
William W. Stewart (* um 1776 in Dundee, Schottland; † 10. September 1851 in der Tūranganui-a-Kiwa / Poverty Bay) war ein schottischer Kartograf, Kapitän, Robben- und Walfänger. Nach ihm wurde Stewart Island, die drittgrößte Insel Neuseelands benannt.

## Leben
William Stewart wurde um 1776 in Schottland geboren. Etwa 17-jährig, trat er in die Royal Navy ein und verrichtete bis 1797 seinen Dienst in den Westindischen Inseln unter Admiral John Jervis und General Charles Grey. Danach soll Stewart dann angeblich von der Navy desertiert sein und sich als Anführer von Freibeutern oder Kaperer betätigt haben.
Am 12. Juni 1801 erreichte Stewart von Kalkutta kommend schließlich Port Jackson, Sydneys Hafen, kaufte sich mit 1.500 £ in eine Handelspartnerschaft ein und betrieb Seehandel in der Bass Strait zwischen Tasmanien und dem australischen Festland. 1805 arbeitete er mit dem australischen Kaufmann Robert Campbell zusammen und führte einige Expeditionen zu den Antipodes Islands zum Robbenfang.
Im August 1809 segelte Stewart unter Kapitän S. Chace als erster Offizier an Bord der Pegasus nach Neuseeland. Der Grund dieser Reise ist bis heute unbekannt. Bekannt ist aber, dass Stewart feststellte, dass Stewart Island eine Insel war und keine nördliche Verbindung zur Südinsel Neuseelands hatte. Ebenfalls korrigierte er den Fehler von James Cook, der 1769 auf seiner ersten Neuseeland-Umrundung die Banks Peninsula als Insel kartografierte. Stewart erstellte eine Karte von Port Pegasus (Māori: Pikihatiti) auf Stewart Island und komplettierte später die Karten der Admiralität von den Chatham Islands, die William Robert Broughton 1791 unvollständig hinterließ.
Nach den Reisen in neuseeländischen Gewässern segelte die Pegasus 1810 zurück nach England. Stewart ging im August 1810 in Gravesend von Bord. 1816 wurde seine Karte von Port Pegasus in dem Buch Oriental Navigator des britischen Hydrographen Joseph Huddart veröffentlicht.
1824 kam er erneut zurück nach England. Über seine Reisen der vorangegangenen 10 Jahre ist leider nichts bekannt. Zurück in England zeigte Stewart Interesse an der Errichtung einer Handelsstation auf Stewart Island. Nach erfolgreichen Verhandlungen segelte er 1826 zurück nach Neuseeland und machte in den folgenden Jahren drei Reisen nach Stewart Island. Auf einer seiner Reise brachte er Holzfacharbeiter von der Bay of Islands nach Stewart Island, die dort dann das erste Schiff Stewart Islands, den Schooner Joseph Weller bauten. Doch sein Siedlungsvorhaben auf Stewart Island sollte nicht gelingen. Stewart soll sich angeblich deswegen 1827 in die Te Koko-o-Kupe / Cloudy Bay im Nordosten der Südinsel von Neuseeland zurückgezogen haben.
1833 lebte er kurzzeitig auf Mana Island der Inselgruppe der Mamanuca-Inseln und ein Jahr später segelte er auf der Bee in die Gewässer um Hawaii, in denen er angeblich heldenhaft in einem Kidnapping-Ereignis verhalten hatte. 1840 kam er als Kapitän der HMS Herald zurück nach Stewart Island und lebte dort bis Ende 1849 oder Anfang 1850, reiste dann zu Kapitän J. W. Harris, der in der seinerzeit Poverty Bay genannten Bucht eine Handelsstation betrieb. Stewart verstarb dort 75-jährig am 10. September 1851.

## Legenden
Schon zu Lebzeiten wurden unter den Robbenfängern viele Geschichten über William Stewart erzählt. Irrtümlicherweise wurde ihm auch in einigen Publikationen zugeschrieben, der Entdecker von Stewart Island oder von der Foveauxstraße gewesen zu sein.

## Familie
William Stewart war mit einer Frau aus dem Māori-Stamm der Ngāpuhi verheiratet und hatten einen Sohn, namens Tuati (auch Tuatti), der später unter dem europäischen Namen John Sac zwischen 1838 und 1840 an der US-amerikanischen Expedition unter dem Kommando von Charles Wilkes in den südlichen Pazifik teilnahm und als erster Neuseeländer gilt, der die Antarktis besucht hat.